# 岩波中国語辞典
『岩波中国語辞典』（いわなみちゅうごくごじてん）は、倉石武四郎執筆による、岩波書店が発行している中国語辞書（中日辞典）。

## 概説
1963年9月16日に初版が発行され、1990年12月、現在発行されている簡体字版が発売された。発売から40年を越え品切れになっても古びていない一番の理由は、中国語の共通語である普通話ではなく、北京市内の口語語彙を集めた辞書だからといえる。
中国語の普通話と北京方言は、日本の共通語と東京方言のようなものと例えることができる。
よって、日本のほかの中国語辞書に載っていない俗語や、北京で用いられる単語、発音が掲載されている。
この辞書の特長として、以下のことが挙げられる。北京方言の勉強・研究のほかには、中国人が実際に話す中国語の発音や声調が他の辞書と異なる場合、この辞書を引けば北京方言音や、現在の規範発音でなく旧音だと確かめることができる（普通話が定められてまだ数十年で、標準とされる発音もたびたび改正があるため、現在でも旧音で発音する中国人はとても多い)。そして漢字から引く一般的な中国語辞書とは違い、中国語の発音記号「拼音」から直接、単語を引けるということである。後者のタイプの日本の中国語辞書は、現在では数点あるが、長期間、本書以外に存在しなかった。
デメリットは、普通の中国語辞書だと思って購入してしまい、単語によっては発音が普通話とかけ離れていて、中国人に注意されたり、中国語の発音に関する試験でバッテンをもらってしまうようなこと、発売から改訂がなく40年以上が経過して内容が古くなっているということである。2024年現在では品切れである。

## 書誌
- 1963年版：全国書誌番号:63010124、doi:10.11501/2500821
- 1990年簡体字版：ISBN 9784000800754、全国書誌番号:91022532